# رناتو ساینز
رناتو ساینز (انگلیسی: Renato Sáinz؛ ۱۴ دسامبر ۱۸۹۹ – ۲۸ دسامبر ۱۹۸۲) یک بازیکن فوتبال اهل بولیوی بود.
وی همچنین در تیم ملی فوتبال بولیوی بازی کرده‌است.